# Abinyam
Abinyam ou Ndokitti II est un village du département du Nkam au Cameroun. Situé dans l'arrondissement de Nkondjock, il est localisé à 20 km de Nkondjock, sur la route qui lie Yabassi à Nkondjock et à Bafang.

## Population et environnement
En 1967, le village de Abinyam  avait 11 habitants. La population est essentiellement composée des Bandem. La population de Abinyam était de 115 habitants dont 65 hommes et 50 femmes, lors du recensement de 2005. 